# Liverpool Range

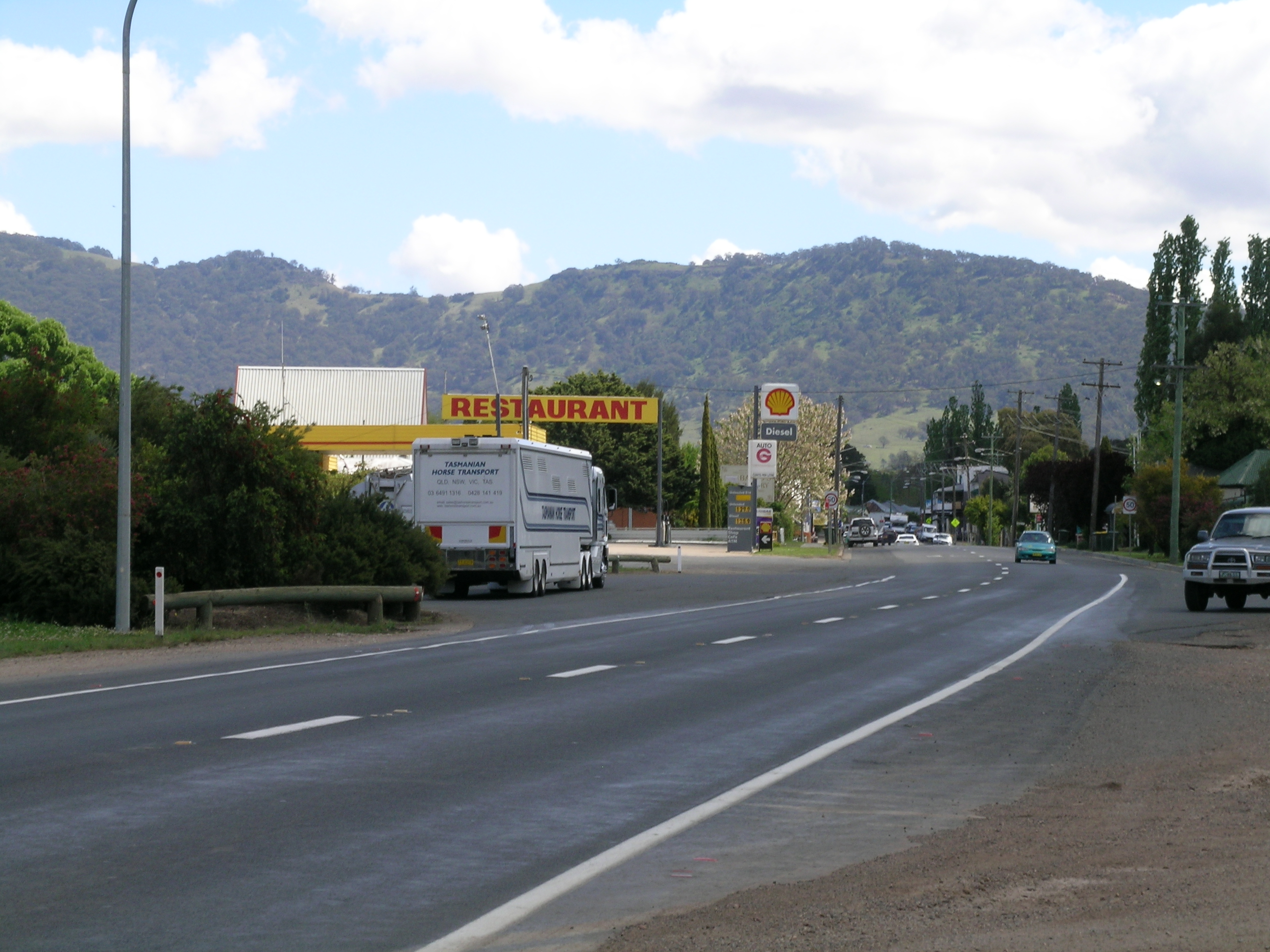
Liverpool Range sett från Murrurundi.

Liverpool Range är en bergskedja och ett lavafält i delstaten New South Wales i Australien.
Bergskedjans östra toppar beboddes traditionellt av folket Wonnarua.

## Geografi
Liverpool Range börjar i den vulkaniska platån Barrington Tops och löper ungefär 100 kilometer västerut och utgör den norra avgränsningen av regionen Hunter. Delar av bergskedjan Liverpool utgör vattendelare mellan kustområdet och inlandet i New South Wales och utgör därmed en del av Great Dividing Range. Den västra delen av Liverpool Range sammanfaller i slutet med bergskedjan Warrumbungle Range. 